# Haymarket (Straße)

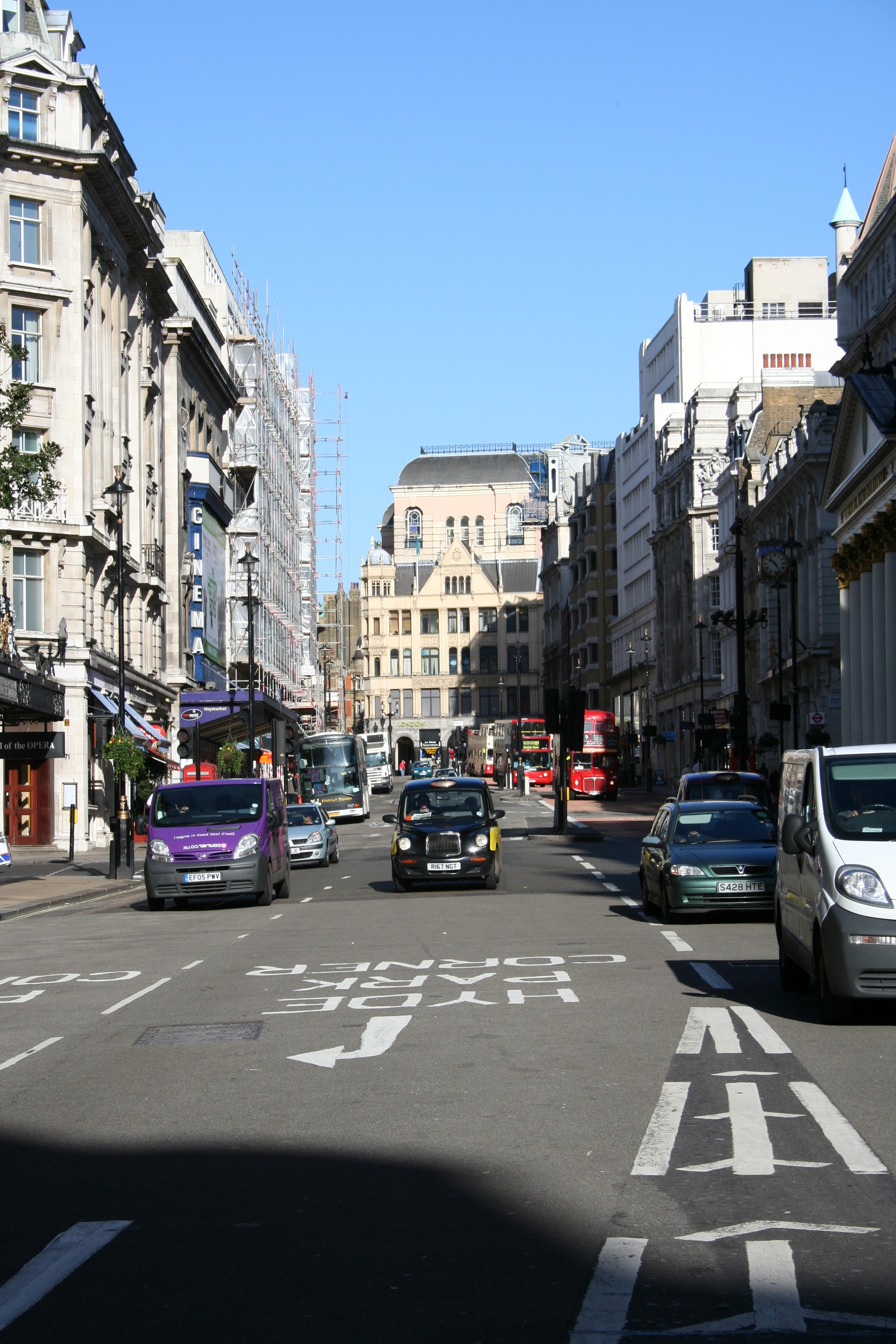
Haymarket, 2006

Haymarket ist eine Straße im Gebiet von St. James’s in der City of Westminster in London. Sie verläuft vom Piccadilly Circus im Norden bis zu Pall Mall im Süden. Hier gibt es Lokale, das Theatre Royal, den Kinokomplex Her Majesty’s Theatre und das New Zealand House.

## Geschichte

### Ursprünge
Die breite Straße verbindet Pall Mall mit Piccadilly und wird erstmals im Elisabethanischen Zeitalter erwähnt. Wie der Name schon zeigt, war es hauptsächlich ein Wochenmarkt für Futtermittel und andere Farmprodukte. Die nächstgelegene Ortschaft des damals ländlichen Gebiets war Charing. Bis zur Regentschaft von Wilhelm III. durften Heu und Stroh direkt vom Karren steuerfrei verkauft werden. 1692 wurde die Straße dann befestigt und eine Umsatzsteuer erhoben. 1830 wurde der Markt zum Cumberland Market nahe Regent’s Park verlagert.

Früher war Haymarket eines der bekanntesten Zentren der Prostitution in London. Dem Old and New London war 1878 zu entnehmen:

„Der im Zentrum der Vergnügungsmeile Westend gelegene Haymarket ist ein guter Platz für Hotels und ausländische Cafés; natürlich trafen sich in den Kneipen auch finstere Typen nach dem Ende der Vorstellungen, die die Nacht zum Tag machten und so häufig wegen Schlägereien vor Gericht erschienen, dass der Gesetzgeber eingriff und einen Act of Parliament erließ, demzufolge solche Häuser um Mitternacht schließen mussten.“

### Theater
Spätestens seit dem 17. Jahrhundert ist das West End Londons Theatergegend. Das von John Vanbrugh gebaute Queen’s Theater im Haymarket eröffnete 1705. Von 1710 bis 1745 wurden die meisten Opern und einige Oratorien von George Friederich Händel in diesem Theater erstaufgeführt. Nach dem Tod von Queen Anne wurde es 1714 in King’s Theatre umbenannt. 1790 wurde der Bau durch ein Feuer vollständig zerstört und an derselben Stelle neu aufgebaut. Auch 1897 musste das erneut abgebrannte Gebäude neu erbaut werden. Das nunmehr vierte Gebäude an dieser Stelle wird heute noch für bedeutende Musikproduktionen unter dem Namen Her Majesty’s Theatre genutzt. Das heutige Theatre Royal wurde ursprünglich von John Nash 1820 gebaut und ersetzte ein Theater aus den 1720er Jahren.

## Haymarket heute
Haymarket verläuft parallel zur Lower Regent Street und beide Straßen sind gegenläufige Einbahnstraßen. Dabei verläuft der nordwärts verlaufende Verkehr durch Lower Regent Street und Haymarket nimmt den südwärts verlaufenden Verkehr auf. Die beiden Straßen sind Teil der A4 von London nach Avonmouth nahe Bristol.